# Cu xanh Capellei
Treron capellei là một loài chim trong họ Columbidae.